# Avram Bunaciu
Avram Bunaciu, né le 11 novembre 1909 à Șicula et mort le 28 avril 1983, à Bucarest est un homme politique communiste roumain.

## Biographie
Il est ministre de la Justice de la Roumanie du 25 mars 1948 au 23 septembre 1949, et  ministre des Affaires étrangères du 23 janvier 1958 au 20 mars 1961.